# Saint-Cybranet
Saint-Cybranet é uma comuna francesa na região administrativa da Nova Aquitânia, no departamento Dordonha. Estende-se por uma área de 10,33 km². Em 2010 a comuna tinha 377 habitantes (densidade: 36,5 hab./km²).